# ذهنیت‌گرایی
ذهنیت‌گرایی یا ذهنی‌گرایی یا سوبژکتیویسم (به انگلیسی: Subjectivism) عبارت است از اعتقاد به این که تجربه ذهنی، اساس همهٔ معیارها و قوانین است. هر شخص از ذهنیت خاص خویش برخوردار است و ذهنیت هر شخص بر اساس علایق و سلایقِ فردی متمایز از ذهنیت اشخاص دیگر است. در این تلقی، احکام و گزاره‌ها نهایتاً به رهیافت‌ها، علایق و سلایق ذهنیِ فرد بازمی‌گردد. ذهنیت‌گرایی در مقابل عینیت‌گرایی (ابژکتیویسم) و واقع‌گرایی قرار می‌گیرد.